# كيريل بانشينكو
كيريل بانشينكو (الروسية: Панченко, Кирилл Викторович) (16 أكتوبر 1989 بليبيتسك في روسيا - ) هو لاعب كرة قدم روسي في مركز الهجوم. شارك مع منتخب روسيا الثاني لكرة القدم. أما مع النوادي، فقد لعب مع توم تومسك ونادي سيسكا موسكو ودينامو ستافروبول وFC Nizhny Novgorod (2007) ‏ ونادي موردوفيا سارانسك وFC Stavropolye-2009 ‏.

## وصلات خارجية
- كيريل بانشينكو على موقع قاعدة بيانات كرة القدم.إي يو (الإنجليزية)
- كيريل بانشينكو على موقع ناشيونال فوتبول تيمز (الإنجليزية)
- كيريل بانشينكو على موقع Soccerway.com (الإنجليزية)
- كيريل بانشينكو على موقع عالم كرة القدم.نت (الإنجليزية)
- كيريل بانشينكو على موقع AS.com (الإسبانية)